# 熱泵

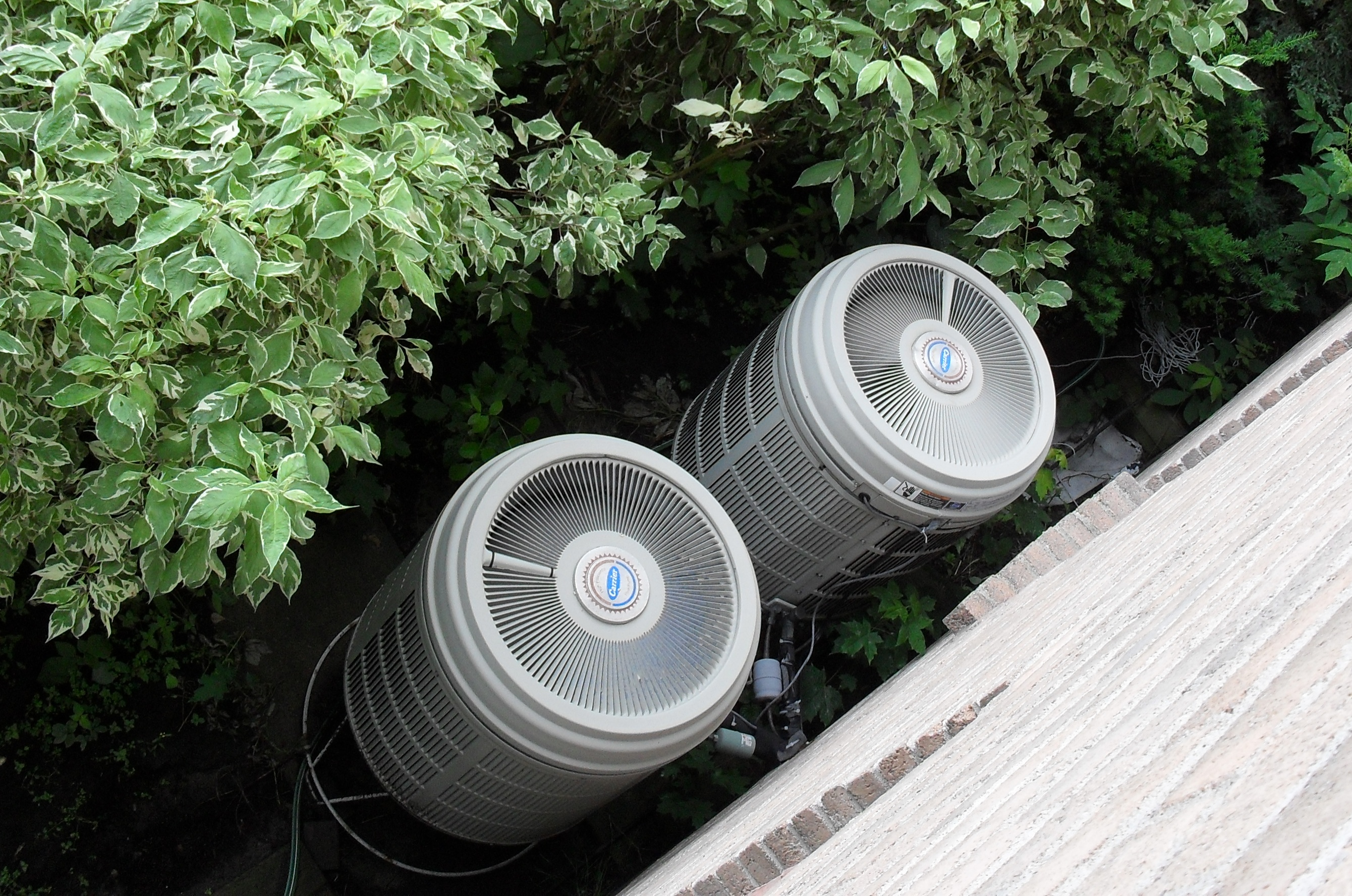
住宅空氣源熱泵的室外組件

熱泵（英語：heat pump）是將熱量從較低溫下的物質或空間傳遞到更高溫度下的另一種物質或空間的裝置，也就是使熱能沿自發熱傳遞的相反方向移動，使得熱的地方更熱、冷的地方更冷。熱泵為完成將能量從熱源傳遞到散熱器這一非自發過程，須要來自外部的能量。常見的應用是暖氣、冷氣和冷凍機。但術語「熱泵」更為籠統，適用於用於空間加熱或空間冷卻的許多暖通空調設備。
熱泵最常見的設計包括四個主要部件–冷凝器，膨脹閥，蒸發器和壓縮機。循環通過這些組件的傳熱介質稱為製冷劑。
熱泵利用低沸點液體經過節流閥減壓之後蒸發時，從較低溫處吸熱，然後經壓縮機將蒸汽壓縮，使溫度升高，在經過冷凝器時放出吸收的熱量而液化後，再回到節流閥處。如此循環工作能不斷地把熱量從溫度較低的地方轉移給溫度較高（需要熱量）的地方。
熱泵比簡單的電阻加熱器具有更高的能源效率。但是，隨著熱源和散熱器溫度差的增加，效率開始下降。典型的安裝成本也高於電阻加熱器。

## 概要
热能自然地从较温暖的地方转移到较冷的空间。 但是，热泵可以通过从寒冷的空间吸收热量并将其释放给较热的空间来逆转这一过程。 此过程需要一定量的外部能量，例如电。在暖通空調中，术语“热泵”通常是指为在热能传递的两个方向上都实现高效率而优化的蒸汽压缩制冷设备。 即，热泵能够根据需要向内部空间提供加热或冷却。

## 歷史
大事記:
- 1748: 威廉·庫倫（William Cullen）演示了人工製冷。
- 1834: 雅各布·珀金斯（Jacob Perkins）用乙醚建造了一台實用的冰箱。
- 1852: 開爾文勳爵（Lord Kelvin）描述了熱泵的基本理論。
- 1855–1857: 彼得·馮·里丁格（Peter von Rittinger）開發並建造了第一台熱泵[4]。
- 1928: Aurel Stodola建造了一個閉環熱泵（來自日內瓦湖的水源），至今為止一直為日內瓦市政廳提供暖氣。
- 1945: 諾里奇市電氣工程師約翰·薩姆納（John Sumner）安裝了一個實驗水源熱泵供暖中央供暖系統，該系統使用附近的河流為市政廳的新行政大樓供熱。 季節性效率比為3.42。 平均熱輸出為147 kW，峰值輸出為234 kW[5]。
- 1948: 羅伯特·韋伯（Robert C. Webber）被譽為開發和製造了第一台地熱泵[6]。
- 1951: 首次大規模安裝-倫敦的皇家節日大廳開業，該鎮設有由泰晤士河供暖的城鎮燃氣可逆水源熱泵，用於冬季供暖和夏季製冷需求[5]。
- 2019: 基加利修正案生效, 逐步淘汰有害製冷劑.[7]

## 效能

热泵循環示意圖 1：冷凝器（放热）, 2：节流阀（减压）, 3：低温处（吸热）, 4：压缩机（加压）

在比较热泵的工作性能時，一般不使用“效率”这个词，由于效率在热力学上是有特别的定义的，因此使用性能係數（COP, coefficient of performance）这个词描述了有效热量移动与工作需要的能量的比率。COP數值越大，表示僅需要少量的能量就能移動大量的熱量。大多数压缩机热泵使用电动机带动，而一些车载装置则采用传动轴和引擎马达相连驱动。
在温和的天气给建筑物取暖，空气源热泵可能可以提供到COP指标3到4的能效，而一个电加热器则只能提供COP为1的能效。也就是说，电阻发热的取暖器耗费1焦耳的能量最多只能提供1焦耳的热量，而热泵则可以使用1焦耳的能量从更热或更冷地方移动大于1焦耳的能量。不过需要注意到环境温度差别很大，譬如在非常寒冷的冬天要给屋子取暖，热泵为了取得更多的热量而需要花费更多的能量。因为卡諾效率（Carnot Efficiency）的限制，随着室内与室外的温差的增加，热泵的COP最终有可能会接近1。对于空气源热泵，这种情况一般会发生在室外环境温度靠近-18 ℃（0 ℉）时。

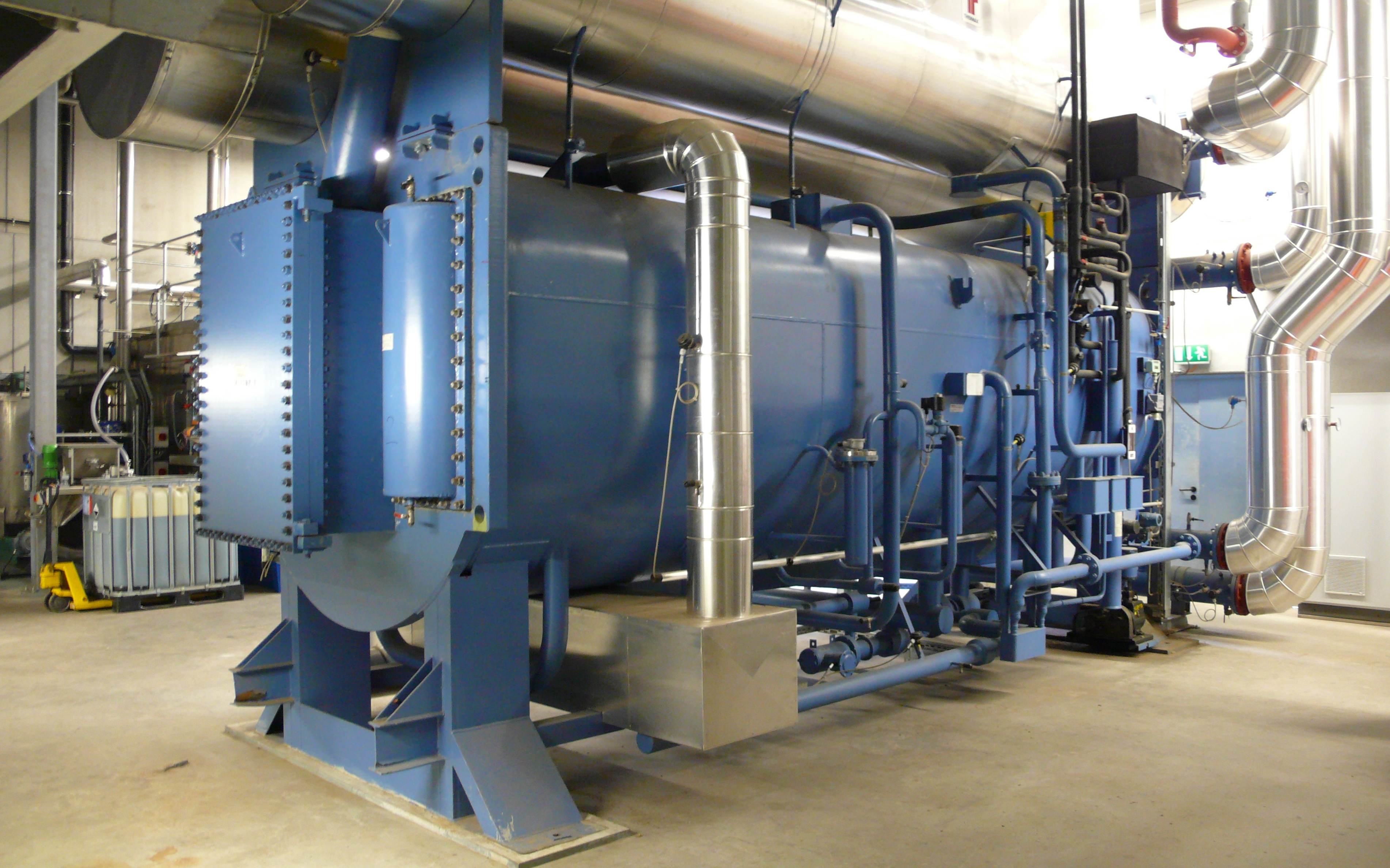
工業用熱泵

同时，当热泵从室外低温的空气中获取热量时，空气中的水分会凝结并冻结在室外交换器上。系统就必须阶段性地除去这些冰霜。换言之，当外面空气极端寒冷时，空气源热泵取暖有可能不如更直接用电阻加热的取暖器。

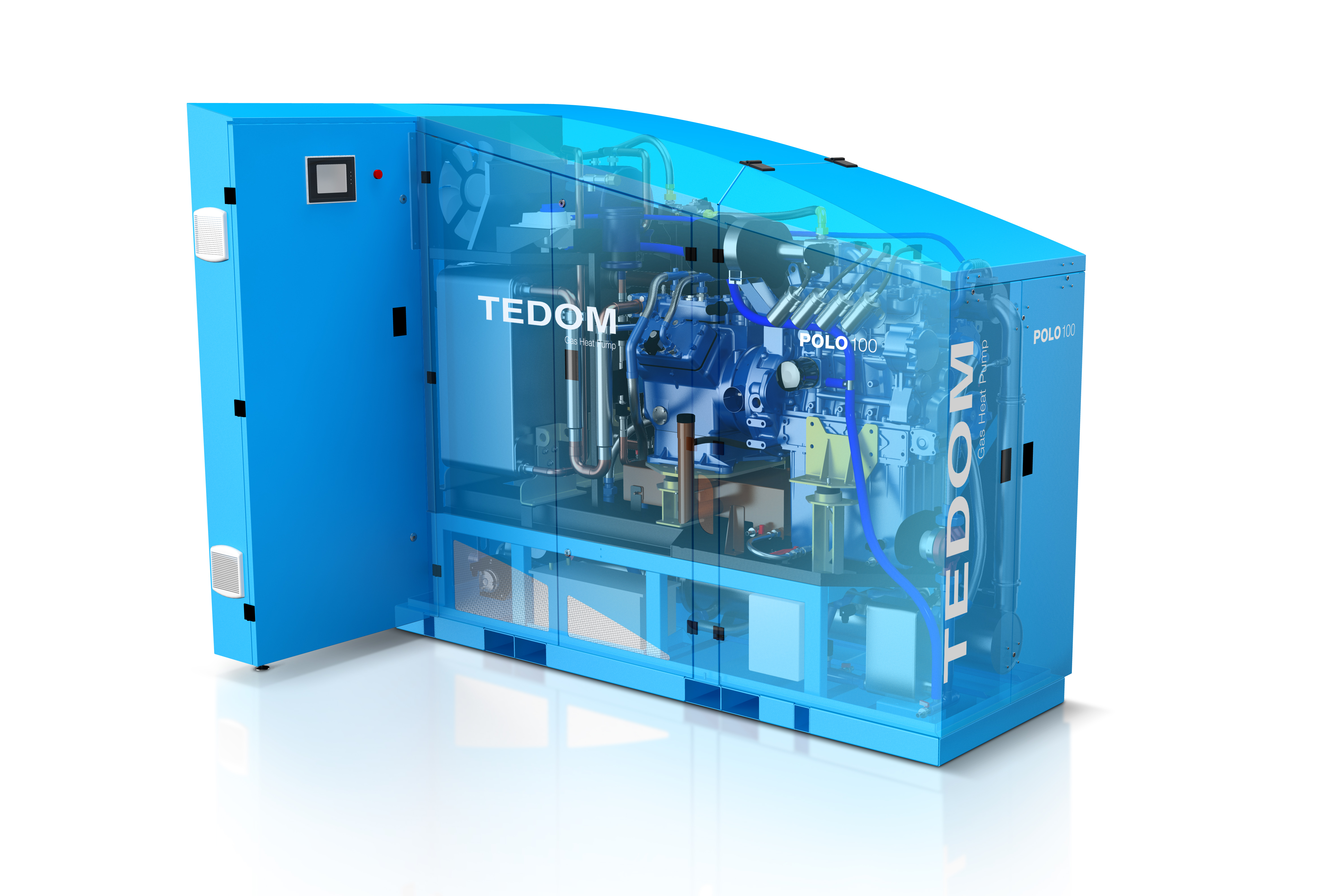
瓦斯熱泵

地源热泵利用地底特定深度永遠保持舒適溫度的特性，相比之下也许更加全年均衡。地源热泵的COP一般可以常年保持在3.5到4之间。
制冷用的热泵，其效能要用能效比（EER）或季节能效比（EESR）表示，两者都是用{\displaystyle {\begin{smallmatrix}{BTU/(hW)}\end{smallmatrix}}}为单位（{\displaystyle {\begin{smallmatrix}{1BTU/(hW)=0.293W/W}\end{smallmatrix}}}），越大的能效比值表示更好的性能。制造商的型录应该分别用COP表示制热模式的性能，用EER表示制冷模式的性能。然而实际性能还取决于更多不同的因素譬如安装、温差、海拔和维护。 对于相同温差的条件，热泵工作于制热模式比制冷模式效率要高。这是因为制热模式下输入压缩机的工作能量也大量被转化为热量，并通过冷凝器直接增加到有效热量中。而对于制冷模式，冷凝器通常处于室外，压缩机耗能发出的热量与工作目的正好相反。
法国工程师尼古拉·莱昂纳尔·萨迪·卡诺于1824年提出的卡诺效应（Carnot efficiency）可以运用在热泵上。依照能量守恒定律，流入热泵的能量（{\displaystyle Q_{cold}+W}）等于流出热泵的能量（{\displaystyle Q_{hot}}）。
热泵的效率（从低温热源吸热量/外界輸入的功）為性能係數（coefficient of performance），縮寫為C.O.P.。
{\displaystyle COP={\frac {Q_{h}}{W}}={\frac {Q_{h}}{Q_{h}-Q_{c}}}={\frac {1}{1-{\frac {Q_{c}}{Q_{h}}}}}}
由于Carnot同时还证明了：
{\displaystyle {\frac {Q_{hot}}{Q_{cold}}}={\frac {T_{hot}}{T_{cold}}}}
其中溫度單位皆為凱氏溫標。
因此可以得到：
{\displaystyle COP_{heating}={\frac {1}{1-{\frac {T_{c}}{T_{h}}}}}={\frac {T_{h}}{T_{h}-T_{c}}}}
这个公式是以热泵用于供暖为前提的，所以当环境温度比较温和的时候，热泵的效率比较高。
当热泵用于制冷的时候，C.O.P.的公式变为：
{\displaystyle COP_{cooling}={\frac {T_{c}}{T_{h}-T_{c}}}}
这个效率计算方法只对理想热泵适用。对于实际中的热泵来说，C.O.P.通常在2到6之间。

## 分类
热泵的两种主要类型是压缩和吸收。 压缩热泵以机械能（通常由电力驱动）运行，而吸收式热泵也可以以热能作为能源（来自电力或可燃燃料）运行。
按工作原理，热泵有蒸气压缩式热泵、吸收式热泵、化学热泵等，其中应用最广泛的是电驱动式蒸气压缩式热泵。

## 应用
热泵被广泛的应用在空调，电冰箱等以制冷为目的的家用电器上。它也可以在冬天使用地热來加熱房屋，也可以在夏天來冷卻房屋。（因為在地下處於恆溫，而在特定深度的溫度正好是舒適的溫度）。

### 區域供熱

热泵可以集成在区域供热系统中，尤其是在低温下运行时。

热泵也可以用作区域供热的供热器。 用于此类应用的可能的热源为污水，环境水（如海水，湖水和河水），工业废热，地热能，烟道气，区域冷却产生的废热和太阳能储热产生的热。

## 优点/缺点
热泵原理利用电为房屋取暖和住宅用水加热，比使用电阻发热的电热器更加高效。安装起来也比使用天然气等方法简单便宜。缺点是在极度寒冷的情况下，它供热能力有所下降。所以当环境温度低于-5 °C（23 °F）时，取暖和热水供应比较困难。